# 半疑問形
半疑問形（はんぎもんけい）、または半クエスチョンとは日本語で、文節の末尾を上げて疑問形のような形にすることである。尻上がりイントネーションとも。
日本語では1970年代に関東で発生し女性が使いはじめ急速に広まった。
英語などではこういった話し方は"uptalk"と呼ばれ、日常的で一般的なものである。アメリカ英語では若い男性と女性のどちらにも uptalk は使われるが、自信なさげな女性のステレオタイプとして信じられている。

## 効果
日本語では相手の知識の確認を求める意味で用いられる。
また、相手の注意を引く、という効果が得られる。
それ以外には、断定を避けつつも強調する、もしくは感情を含ませつつ強調するという効果もある。
聞き手はこれらの効果の違いに関わらず、「かわいい」「甘えている」「押し付けがましい」といった印象を持つという調査結果もある。

## 起源
その他には栃木県や茨城県の「尻上がり」と呼ばれる方言の一種（東関東方言）との関連性と結びつけた説もある。